# Număr hexagonal
Un număr hexagonal este un număr figurativ. Al n-lea număr hexagonal este numărul de puncte distincte dintr-un model de puncte constând din contururile hexagoanelor regulate cu laturi de n puncte, când hexagoanele sunt suprapuse astfel încât să aibă același vârf.
Formula pentru al n-lea număr hexagonal este:
{\displaystyle H_{n}=2n^{2}-n=n(2n-1)={\frac {2n(2n-1)}{2}}.}
Primele numere hexagonale sunt:
1, 6, 15, 28, 45, 66, 91, 120, 153, 190, 231, 276, 325, 378, 435, 496, 561, 630, 703, 780, 861, 946...
Fiecare număr hexagonal este un număr triunghiular, dar nu toate numerele triunghiulare sunt hexagonale (doar primul, al 3-lea, al 5-lea, al 7-lea, etc.). La fel ca un număr triunghiular, rădăcina cifrică în baza 10 a unui număr hexagonal poate fi doar 1, 3, 6 sau 9. Modelul rădăcinii cifrice, care se repetă la fiecare nouă termeni, este „1 6 6 1 9 3 1 3 9”.
Fiecare număr perfect par este hexagonal, fiind dat de formula:
{\displaystyle M_{p}2^{p-1}=M_{p}{\frac {M_{p}+1}{2}}=H_{(M_{p}+1)/2}=H_{2^{p-1}}}
unde Mp este un prim Mersenne. Nu se cunosc numere perfecte impare, prin urmare toate numerele perfecte cunoscute sunt hexagonale.
De exemplu, al doilea număr hexagonal este 2×3 = 6; al patrulea este 4×7 = 28; al 16-lea este 16×31 = 496; iar al 64-lea este 64×127 = 8128.
Cel mai mare număr care nu poate fi scris ca o sumă de cel mult patru numere hexagonale este 130. Adrien-Marie Legendre a demonstrat în anul 1830 că orice număr întreg mai mare decât 1791 poate fi exprimat în acest fel.
Numerele hexagonale nu trebuie confundate cu numerele centrate hexagonale. Pentru a se evita ambiguitatea, numerele hexagonale sunt uneori numite „numere hexagonale pe colț”. 
Primele câteva numere care sunt și hexagonale și pătrate perfecte sunt:
1, 1225, 1413721,... 